# Gomesa
Gomesa es un género de orquídeas epífitas. Tiene 119 especies. Es originario de Sudamérica.

## Distribución y hábitat
Incluye alrededor de doce especies epifitas más y menos conocidas.  Las plantas se distribuyen por el sudeste de Brasil, Paraguay y el noreste de la Argentina, normalmente crecen en la sombra húmeda de los bosques de la Serra do Mar y el interior.

## Descripción
Es un género muy cercano a Rodrigueziella, que fue distinguido, entre otras características, siendo la más sólida y más amplia de las plantas con la inflorescencia más floribunda con flores cuyas partes son siempre de color pálido, verdoso, blanquecino o amarillento, con callo de labio siempre glabro .
La mayoría de las especies de Gomesa son muy similares entre sí, solamente diferenciadas por la estructura floral, e incluso a veces con estas grandes dificultades, a excepción de la Gomesa glaziovii, que pueden ser reconocidos por la planta, y con algunas otras características florales.
Las plantas son de tamaño medio con un robusto pseudobulbo bifoliado, de perfil oblongo, aplanado lateralmente, recortado por la envoltura de la hoja en la base. Hojas herbáceas, oblongo-lanceoladas. El rizoma es generalmente corto, pero solo en algunas especies.  La inflorescencia es en racimo, arqueado, lleno de pequeñas flores, como se mencionó antes, de color  verde, crema o amarillo que brotan de la vainas de los pseudobulbos.
Las flores tienen los sépalos con margen liso o rizado oblongo-lanceolado en la parte lateral concrescidas en algunas especies y en otros totalmente libres, y un poco más largo que el dorsal, pétalos lanceolados, labio más o menos unido a la columna, sobre la misma longitud de los otros segmentos de flores,  con el disco completamente glabro longitudinal con dos callos.

## Evolución, filogenia y taxonomía
Fue propuesto por Robert Brown, en Botanical Magazine 42: t. 1748 ,  en 1815. Gomesa recurva R.Br. es la especie tipo de este género.  

## Etimología
Su nombre es un homenaje al botánico portugués Bernardino Antonio Gomes. 

## Cultivo
El cultivo de las plantas son muy fáciles, con mucha  floración, y algunas especies muy fragantes.

## Especies deGomesa
Lista completa de especies de Gomesa

## Sinonimia
- Maturna Raf. (1837)[2]